# Sadistik

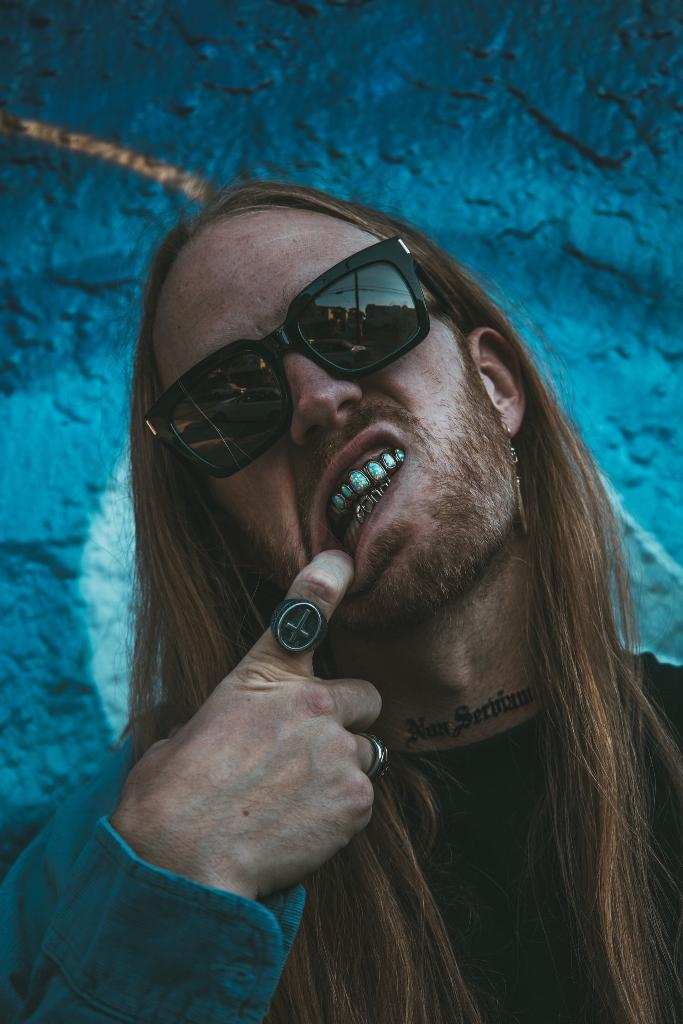
Sadistik

Sadistik (bürgerlich Cody Foster) ist ein amerikanischer Alternative-Hip-Hop-Musiker aus Seattle im Bundesstaat Washington.

## Musik
2008 veröffentlichte er sein erstes Album The Balancing Act, welches zum größten Teil von Emancipator produziert und von Clockwork Grey Music veröffentlicht wurde. Es beinhaltet auch Gastbeiträge anderer Alternative-Rapper wie Mac Lethal oder Vast Aire von Cannibal Ox. Kurz nach der Aufnahme des Albums verstarb Sadistiks Vater, was ihn zu der Produktion seines zweiten Albums Flower for My Father veranlasste. Dieses Album wurde von seinem neuen Label Fake Four Inc. veröffentlicht und zusammen mit anderen Musikern wie Astronautalis oder Cage produziert. Außerdem enthält es ein Lied, Micheal, welches seinem verstorbenen Freund und Rapper Eyedea gewidmet ist.

## Diskographie

### Alben
- 2008: The Balancing Act (Clockwork Grey Music)
- 2013: Flowers for My Father (Fake Four Inc.)
- 2014: Ultraviolet (Fake Four Inc.)
- 2017: Altars
- 2019: Haunted Gardens
- 2022: Bring Me Back When The World Is Cured (mit Kno)
- 2024: Oblivion Theater (mit Maulskull)

### EPs
- 2010: The Art of Dying (Clockwork Grey Music / Best Kept Records) (mit Kid Called Computer)
- 2011: Prey for Paralysis (F to I to X) (mit Kristoff Krane und Graham O’Brien als Prey for Paralysis)
- 2015: Phantom Limbs (Dirty Decibels) (mit Kno)
- 2016: Salo Sessions
- 2018: Salo Sessions II
- 2020: Delirium
- 2020: Elysium
- 2021: L'appel Du Vide

### Mixtapes
- 2012: Features & Free Songs (Kostenloser Download)